# 毗有王

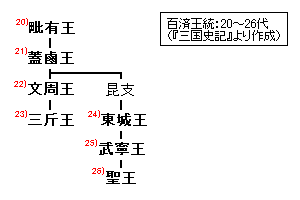
三国史记中的百济世系

毗有王（？—455年），百濟第20代國王。久爾辛王長子（一說是腆支王庶子）。427年至455年在位。《三國史記》未記載他的名諱，他在《宋書》中以「百濟王餘毗」的名字出現。427年12月久爾辛王死後繼位。
429年向南朝宋朝貢，翌年繼承腆支王的爵號，兼有「使持節、都督、百濟諸軍事、鎮東大將軍、百濟王」五個頭銜。433年與新羅和親，並互贈禮物，兩國修好。
毗有王死後，高句麗於455年10月侵犯百濟。新羅旋即出兵支援。在新羅的幫助下，百濟擊退了高句麗的進攻。